# Aphis etiolata
Aphis etiolata är en insektsart som beskrevs av Stroyan 1952. Aphis etiolata ingår i släktet Aphis och familjen långrörsbladlöss. Arten är reproducerande i Sverige. Inga underarter finns listade i Catalogue of Life.